# Pharmacogenetics and Genomics
Pharmacogenetics and Genomics, abgekürzt Pharmacogenet. Genom., ist eine wissenschaftliche Zeitschrift, die vom Wolters Kluwer Health-Verlag veröffentlicht wird. Die erste Ausgabe erschien im Oktober 1991. Damals wurde die Zeitschrift noch unter dem Namen Pharmacogenetics veröffentlicht, erst im Jahr 2005 wurde der Name verlängert. Derzeit werden zwölf Ausgaben im Jahr veröffentlicht. Die Zeitschrift publiziert Artikel aus den Bereichen der pharmakogenomischen Grundlagenforschung und der klinischen Anwendung, wobei auch epidemiologisch und toxikologisch orientierte Artikel berücksichtigt werden.
Der Impact Factor lag im Jahr 2014 bei 3,481. Nach der Statistik des ISI Web of Knowledge wird das Journal mit diesem Impact Factor in der Kategorie Pharmakologie und Pharmazie an 60. Stelle von 254 Zeitschriften, in der Kategorie Genetik und Vererbung an 52. Stelle von 167 Zeitschriften und in der Kategorie Biotechnologie und angewandte Mikrobiologie an 36. Stelle von 162 Zeitschriften geführt.
Herausgeber sind Matthias Schwab, Dr. Margarate Fischer-Bosch-Institut für Klinische Pharmakologie, Stuttgart, und Jun J. Yang, St. Jude Children’s Research Hospital, Vereinigte Staaten von Amerika.